# Hyon
Hyon är en ort i Belgien. Den ligger i provinsen Hainaut och regionen Vallonien, i den centrala delen av landet, 50 km sydväst om huvudstaden Bryssel. Hyon ligger 43 meter över havet och antalet invånare är 4 087.
Terrängen runt Hyon är platt. Runt Hyon är det ganska tätbefolkat, med 129 invånare per kvadratkilometer.. Närmaste större samhälle är Mons, 1,9 km norr om Hyon. 
Trakten runt Hyon består till största delen av jordbruksmark.